# Carmelo Dominador Flores Morelos
Carmelo Dominador Flores Morelos (* 11. Dezember 1930 in Sorsogon City; † 17. September 2016) war ein philippinischer Geistlicher und römisch-katholischer Erzbischof von Zamboanga.

## Leben
Carmelo Dominador Flores Morelos empfing am 3. April 1954 die Priesterweihe.
Papst Paul VI. ernannte ihn am 4. April 1967 zum Bischof von Butuan. Die Bischofsweihe spendete ihm der Erzbischof von Caceres, Teopisto Valderrama Alberto, am 5. Juli desselben Jahres; Mitkonsekratoren waren Charles Van den Ouwelant MSC, Bischof von Surigao, und Arnulfo S. Arcilla, Bischof von Sorsogon.
Am 8. Dezember 1994 ernannte ihn Papst Johannes Paul II. zum Erzbischof von Zamboanga. Papst Benedikt XVI. nahm am 13. November 2006 sein aus Altersgründen vorgebrachtes Rücktrittsgesuch an.